# Pöppelmann (Unternehmen)

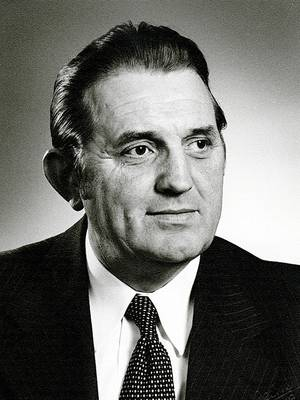
Josef Pöppelmann

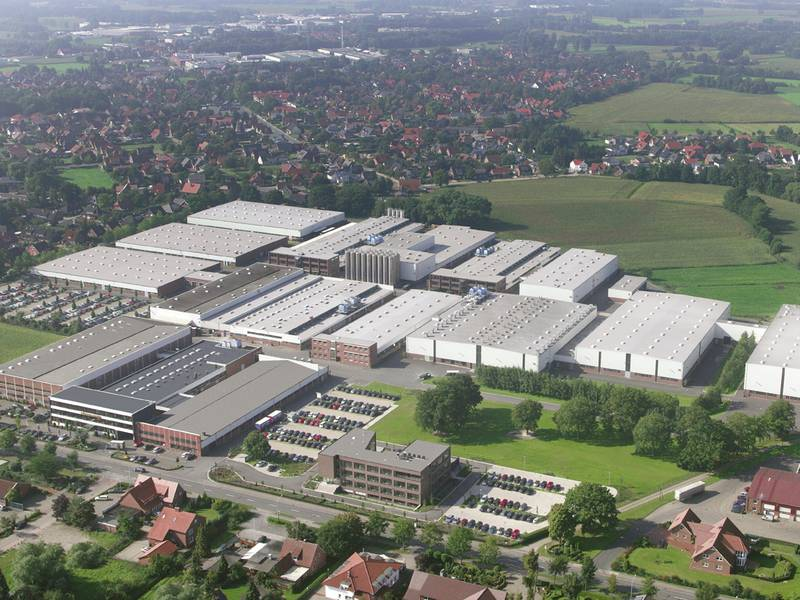
Produktionshallen der Firma Pöppelmann (Werk Lohne I – Lohnerwiesen)

Pöppelmann ist ein Familienunternehmen der kunststoffverarbeitenden Industrie mit Stammsitz in Lohne. Die Unternehmensgruppe beschäftigt weltweit mehr als 2500 Mitarbeiter. Seit 1949 hat sich Pöppelmann mit sechs Produktionsstandorten sowie mehr als 700 Spritzgussmaschinen, Tiefziehanlagen und Extrudern zu einem der führenden Hersteller in der kunststoffverarbeitenden Industrie entwickelt.

## Geschäftsbereiche
Die Pöppelmann-Aktivitäten sind in vier Geschäftsbereiche gegliedert.
- KAPSTO – Normprogramm in Kunststoff-Schutzelementen.
- K-TECH – technische Kunststoff-Spritzgussteile für verschiedene Branchen, insbesondere die Automobil- und Elektroindustrie sowie den Maschinenbau.
- FAMAC – Funktionsteile und Verpackungen für die Medizin-, Pharma-, Kosmetik- und Lebensmittelbranche.
- TEKU – Produkte für den Erwerbsgartenbau.

## Standorte
In Lohne produziert Pöppelmann in drei Werken. Darüber hinaus hat die Unternehmensgruppe Standorte im französischen Rixheim und in Claremont (North Carolina, USA), sowie Niederlassungen in Tschechien, Spanien, Dänemark, Italien, Polen, Rumänien und China.

## Geschichte
Josef Pöppelmann gründete im Alter von 21 Jahren die Firma Pöppelmann 1949 als Korkenfabrik auf dem elterlichen Hof in Brockdorf bei Lohne. 1954 errichtete er an der Bakumer Straße ein kombiniertes Fabrikations-, Lager- und Wohngebäude. In dem Gebäude befindet sich heute der Lohner Jugendtreff.
Nach dem Tod des Gründers Josef Pöppelmann (1928–1983) führte dessen Ehefrau Gertrud Pöppelmann, geb. Hövemann, (1924–2009) das Unternehmen gemeinsam mit ihrem Schwager, Geschäftsführer Karl-Heinz Diekmann (1932–2014).
Als erstes Kunststoffprodukt wurde 1955 eine Griffkappe für einen Korken produziert. Zwei Jahre später begann die Fertigung von Kappen und Stopfen für industrielle Anwendungen, der Aufbau des Geschäftsbereichs KAPSTO. Etwa ab 1962 kam die Fertigung komplizierter technischer Spritzgussteile hinzu. Daraus entstand 1986 der Geschäftsbereich K-TECH. Das TEKU-Gartenbau-Programm startete 1969. 1992 begann der Aufbau des Geschäftsbereichs FAMAC.